# Clypeasterophilus
Genre
Clypeasterophilus est un genre de crabes, ses espèces sont symbiotique d'échinodermes.

## Phylogénie
Clypeasterophilus est très proche de Dissodactylus.

## Hotes
Ce sont des espèces symbiotiques d’échinides irréguliers.
Les hôtes appartiennent à la famille des Clypeasteridae, et plus particulièrement au genre Clypeaster.

## Liste des espèces
- Clypeasterophilus juvenilis (Bouvier, 1917)
- Clypeasterophilus rugatus (Bouvier, 1917)
- Clypeasterophilus stebbingi (Rathbun, 1918)
- Clypeasterophilus ususfructus (Griffith, 1987)

## Référence
- Campos & Griffith, 1990 : Clypeasterophilus, a new genus to receive the small-palped species of the Dissodactylus complex (Brachyura: Pinnotheridae). Journal of Crustacean Biology, vol. 10, n. 3, p. 550–553.